# Distrito de Chavín de Pariarca

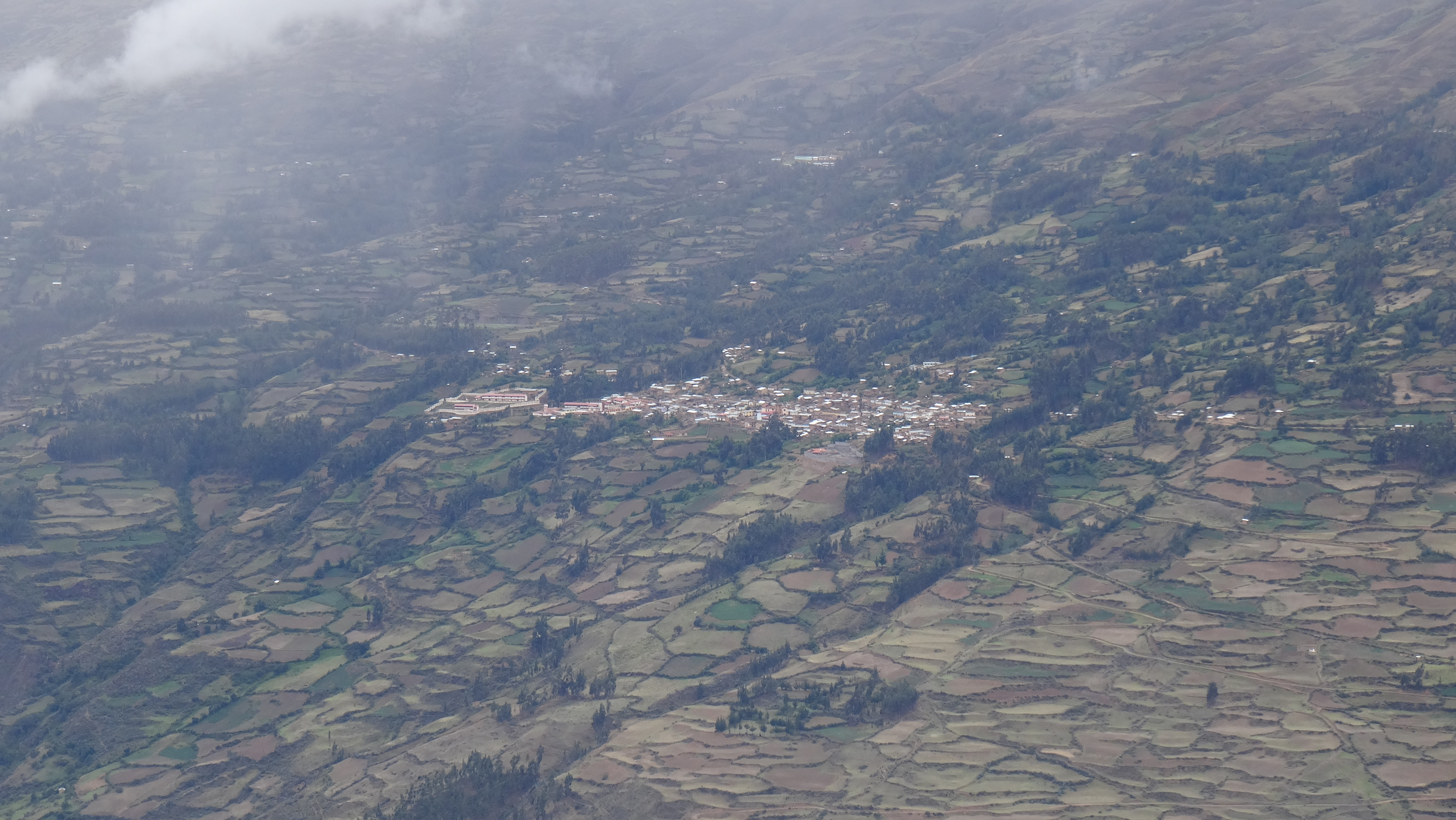
Vista del núcleo urbano del distrito de Chavín de Pariarca desde el distrito de Punchao.

El distrito peruano de Chavín de Pariarca es uno de los once distritos de la provincia de Huamalíes, ubicada en el departamento de Huánuco,bajo la administración del Gobierno regional de Huánuco, Perú.
Desde el punto de vista jerárquico de la Iglesia católica forma parte de la Diócesis de Huánuco, sufragánea de la Arquidiócesis de Huancayo.

## Toponimia
Chavín deriva del quechua "chawpi" ( centro); pariarca provendría de la frase quechua parya hirka ( cerro del gorrión). Podría decirse que "Chavín de Pariarca" significa el Centro del cerro del gorrión.

## Geografía
Su área es de 89,25 km² y limita por el norte con el distrito de Singa y el departamento de Áncash; por el sur con el distrito de Jacas Grande; por el este con el distrito de Tantamayo; y, por el oeste con los distritos de Singa, Punchao y Miraflores.

### Geología
Su topografía es accidentada.

### Hidrografía
El río principal es el Marañón, en cuyo margen este se localiza su área.

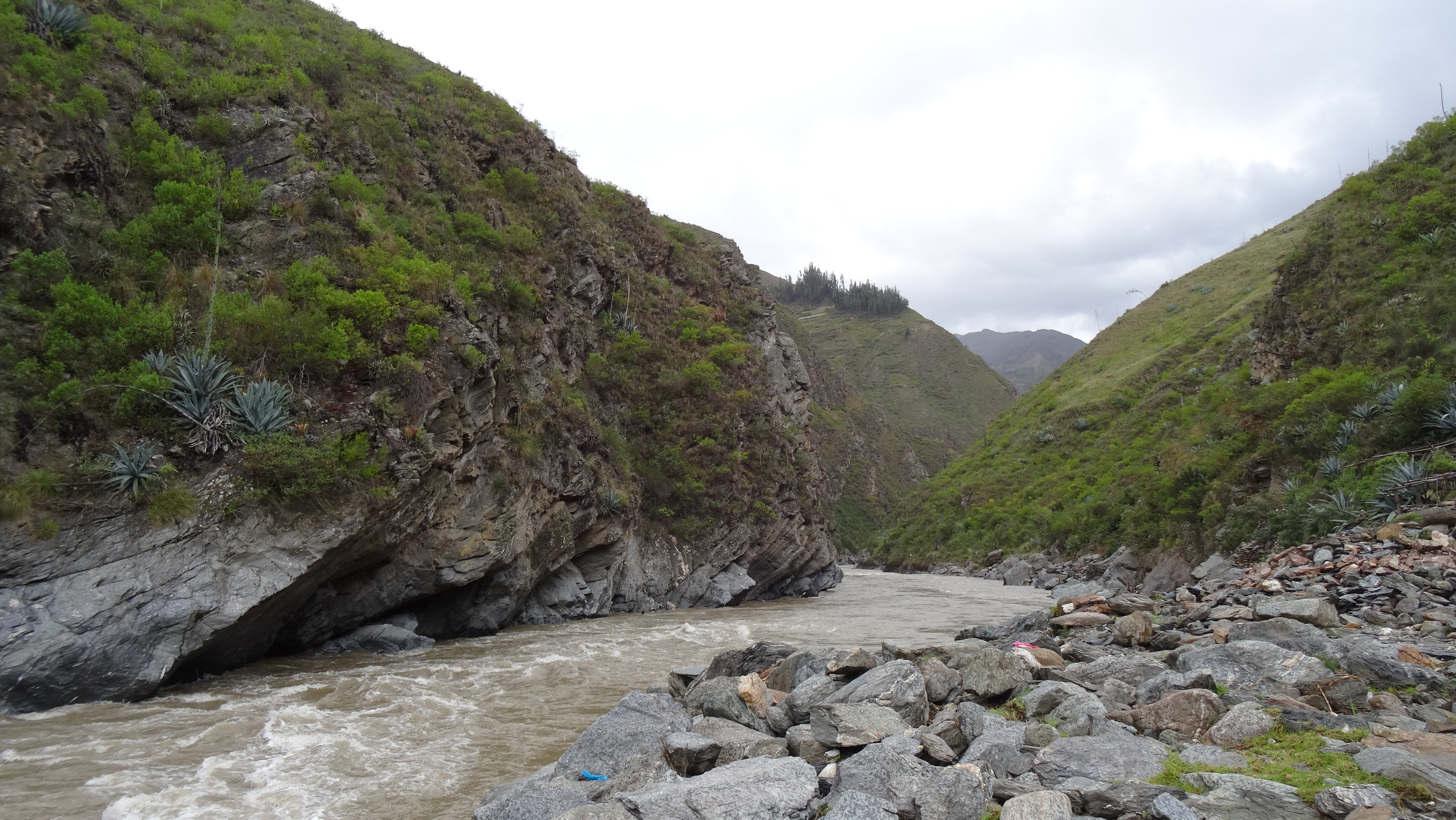
El Marañón es principal río del distrito de Chavín de Pariarca.

## Historia
El pueblo ya existía en la época del virreinato. El 18 de septiembre de 1796 se produjo un incendio que destruyó la iglesia y varias casas.

## Demografía
La población total en este distrito es de 4 295 personas.

## Centros poblados
- Quipran
- Queropata
- San Antonio
- Huamanripa
- San Martín
- San Juan de Pampas

## Autoridades

### Municipales
- 2011 - 2014[6]
  - Alcalde: Hernán Romero Zevallos, del Partido Democrático Somos Perú (SP).
  - Regidores: Luis Soto Ramírez (SP), Néstor Neira Castro (SP), Viviana Pajuelo Gonzales (SP), Milena Vela López (SP), Antolín Pineda Carrillo (Luchemos por Huánuco).[7]
- 2007 - 2010
  - Melanio Bocanegra Jaramillo,[8] del Partido Aprista Peruano.

### Policiales
- Comisario:  PNP.

### Religiosas
- Diócesis de Huánuco[9]
  - Obispo: Mons. Jaime Rodríguez Salazar, MCCJ.

## Atracciones naturales
Se encuentra la laguna Huauguiscocha, localizado en la parte alta del distrito.

## Galería
- Wikimedia Commons alberga una categoría multimedia sobre Distrito de Chavín de Pariarca.